# Kvinder - og penge
Kvinder - og penge er en amerikansk stumfilm fra 1919 af Colin Campbell.

## Medvirkende
| Skuespiller         | Rolle             |
| ------------------- | ----------------- |
| Katherine MacDonald | Amelie Thorndike  |
| Roy Stewart         | Kenneth Laird     |
| Kathleen Kirkham    | Christine Appleby |
| Wedgwood Nowell     | Hobie Flagg       |
| Winter Hall         | Ashburton Gaylord |
| Robert Brower       |                   |